# Juan Hernández Giménez
Juan Hernández Giménez (La Unión, Murcia, España; 17 de mayo de 1914 - Francia; 2006) fue un aviador e informante español para la Resistencia francesa.

## Biografía
Nació en La Unión (Murcia) el 17 de mayo de 1914, hijo de un humilde minero de la Sociedad Minera y Metalúrgica de Peñarroya (SMMP). Niño aún, hubo de trabajar como empleado de comestibles, pero estudiando por sí solo en sus horas libres obtendría el Bachillerato en 1934. Se incorporó un año después como soldado al Arma de Aviación en El Prat de Llobregat, donde le sorprende la sublevación fascista de 1936. Alto (1,80) y de buena complexión, fue escolta durante la guerra del teniente coronel Felipe Diaz-Sandino, Jefe de la base, al que a menudo acompañaba a Barcelona para sus reuniones con Lluís Companys, presidente de la Generalidad de Cataluña. 
Como piloto del Polikarpov R-Z "Natacha", participó en las batallas de Guadalajara, Brunete, Belchite, Teruel y del Ebro, sosteniendo misiones de bombardeo y siendo atacado por cazas «nacionales». En febrero de 1939, llevando consigo su uniforme de piloto de «Katiuska», cruza el Pirineo para exilarse en Francia, siendo internado en el inicuo campo de concentración de Argelès-sur-Mer. Allí le sorprendió la Segunda Guerra Mundial. Llevado a servir en la Base de Submarinos Alemana en Burdeos, pasaba a la Résistance valiosa información sobre los tipos de fortificaciones alemanas, la cual luego llegaba al Alto Mando inglés.
Acabada la guerra mundial trabajó como Operario Tornero en la Fábrica de Messier, Hispano-Suiza, Bugatti en Oloron-Sainte-Marie. Allí contrajo matrimonio con la española Esperanza Miguel Portero. Regresó a España en 1958, tras 19 años de ausencia. Muchos años después, en 1985, el Ministerio de Defensa español le concedería la categoría de comandante del Ejército del Aire, y la pensión correspondiente, teniendo en cuenta en el grado la proyección de los años, de haber continuado en activo en el Arma de Aviación desde 1939. Falleció en 2006 en Francia, a la edad de 92 años. Reposa en Oloron-Sainte-Marie.